# Abou Hafs al-Hachemi al-Qourachi
Pour les articles homonymes, voir Abou Hafs (homonymie).
Abou Hafs al-Hachemi al-Qourachi (en arabe : أبو حفص الهاشمي القرشي) est le sixième chef et cinquième et actuel « calife » de l'organisation État islamique. Sa nomination en tant que chef de l'organisation est annoncée le 3 août 2023, par le porte-parole du groupe, Abou Houdheifa al-Ansari, dans un enregistrement audio publié sur TelegramCe dernier a été neutralisé cette nuit lors d’une opération conjointe de l’armée américaine et des forces de sécurité syriennes à Idlib. 

## Biographie

### Nom et identité
Comme pour ses trois prédécesseurs, l'État islamique n'a donné aucune information précise à son sujet lors de l'annonce de sa nomination comme « calife » de l'organisation. Le porte-parole du groupe, Abou Houdheifa al-Ansari, s'est contenté de l'identifier par sa kounya (Abou Hafs) et ses nisab (al-Hachemi al-Qourachi), ces dernières suggérant une appartenance au clan des Hachémites et à la tribu des Qouraych (une condition pour être calife selon la majorité des érudits musulmans). Également présenté comme « le moudjahid cheikh » et un vétéran du combat contre « les croisés et les apostats », il est probable qu'il soit un cadre de l'organisation auparavant connu sous un autre nom de guerre. Ce changement régulier des pseudonymes pour compliquer l'identification des combattants est une tactique mise en place par l'État islamique d'Irak à la suite de la mort d'Abou Omar al-Baghdadi en 2010,.

### Chef de l'État islamique
Selon le porte-parole de Daech, Abou Houdheifa al-Ansari, l'instance dirigeante de l'organisation, appelée Conseil consultatif (en arabe : مجلس شورى, Majlis Shūrā), s'est réunie après la mort d'Abou al-Hussein al-Qourachi et a désigné Abou Hafs comme son successeur au poste de « calife », ce qu'il a immédiatement accepté. Cette nomination est annoncée le 3 août 2023, à 18 h 40, dans un enregistrement audio d'une trentaine de minutes publié sur Telegram. Le surlendemain, Abou Hafs commence à recevoir des serments d'allégeance des provinces de Daech, à commencer par celle d'Irak. Le 6 août, c'est au tour des provinces ouest-africaine, somalienne et yéménite de lui jurer allégeance. Les séances d'allégeance (regroupant chacune une dizaine de combattants) font systématiquement l'objet de photographies qui sont par la suite relayées par des sites de propagande terroristes comme Al-Raud,.